# Eero Sipilä
Eero Sipilä, né le 27 juillet 1918 à Hailuoto et mort le 18 mai 1972 à Kajaani, est un compositeur finlandais.

## Biographie
Eero Sipilä fait ses études musicales dans la ville d'Helsinki, et plus particulièrement à l'Institut de musique religieuse dont il ressort diplômé en 1943, ainsi qu'à l'Académie Sibelius, où il obtient un prix d'orgue en 1945. Il enseigne ensuite au collège de Kajaani.

## Œuvres
Eero Sipilä compose plusieurs cycles de mélodies ainsi que de la musique pour orgue.

### Musique de chambre
- Trio à cordes (1952)
- Partita pour quatuor à vent (1955)
- Lux aeterna pour quatuor à cordes (1972)

### Musique chorale
- Super flumina Babylonis, motet pour chœur mixte (1962)
- Miserere, motet pour chœur mixte (1962)
- Te Deum Laudamus pour alto, baryton, chœur et orchestre (1969)

### Musique orchestrale
- Fugue et Chaconne, pour orchestre à cordes (1969)
- Composition, pour orchestre symphonique (création à Kajaani le 8 mai 1973)